# ナンシー・ケリガン
ナンシー・ケリガン（Nancy Kerrigan、1969年10月13日 - ）は、アメリカ合衆国マサチューセッツ州出身の女性フィギュアスケート選手で現在はプロスケーター兼解説者。1994年リレハンメルオリンピック女子シングル銀メダリスト。1992年アルベールビルオリンピック女子シングル銅メダリスト。

## 経歴
6歳からスケートを始めた。父親は溶接工で収入は一般的な家計であり、彼女のレッスン料の代わりに父親が練習前のリンクの整備をしたこともある。アイスホッケーをしていた兄弟と共に育ち、9歳の時に初めてフィギュアスケートの大会でメダルを獲得した。
1991年世界フィギュアスケート選手権女子シングルでアメリカ合衆国がメダルを独占したときのメンバーの1人であり、クリスティー・ヤマグチ、トーニャ・ハーディングに次いで銅メダルを獲得した。1992年アルベールビルオリンピックで銅メダルを獲得、同年の世界選手権では銀メダルを獲得した。
1993年全米フィギュアスケート選手権で初優勝を飾った。直後の1993年世界選手権ではショートプログラム終了時点ではトップに立ったが、フリースケーティングで大失敗となる9位。総合で5位に終わった。
1994年1月6日、ケリガンはトーニャ・ハーディングの前夫に雇われた人物に襲われてひざを怪我する。全米選手権を欠場に追い込まれたケリガンの代わりに全米選手権2位のミシェル・クワンが代表に一時選ばれたが、特例でケリガンがオリンピック出場を認められてクワンは補欠になった。襲撃されてから1ヵ月後のリレハンメルオリンピックで銀メダルを獲得。
リレハンメル五輪後に現役を引退、プロスケーターに転向した。その4年後、1998年長野オリンピック直前のとあるアメリカのTV番組で、ケリガンとハーディングが久々に対面を果たす。ハーティングが襲撃事件について「ごめんなさい」と直接謝罪すると、ケリガンは「二度とあんな事件は起こさないで下さい」と受け入れ、事実上の「和解」となった。

## 主な戦績
| 大会/年          | 1986-87 | 1987-88 | 1988-89 | 1989-90 | 1990-91 | 1991-92 | 1992-93 | 1993-94 |
| ---------------- | ------- | ------- | ------- | ------- | ------- | ------- | ------- | ------- |
| オリンピック     |         |         |         |         |         | 3       |         | 2       |
| 世界選手権       |         |         |         |         | 3       | 2       | 5       |         |
| 全米選手権       |         | 12      | 5       | 4       | 3       | 2       | 1       |         |
| スケートアメリカ |         |         |         |         |         |         | 2       |         |
| ユニバーシアード |         |         | 3       |         |         |         |         |         |
| ラリック杯       |         |         |         |         | 3       | 3       |         |         |
| ネイションズ杯   |         |         |         |         |         | 1       |         |         |
| NHK杯            | 5       |         |         |         |         |         |         |         |